# Гелена Ангава
Руф Гелена Ангава (*24 жовтня 1925, Гельсінкі, Фінляндія — 24 листопада 2018) — фінська поетеса, письменниця, перекладачка. Укладачка авторитетних літературних антологій. Авторка дитячих радіопередач.

## Творчість
Ангава дебютувала 1971 року збіркою «Murheellisen kuullen on puhuttava hiljaa». Але вперше публікувалася 1968 у колективній зібрці «Сім новел».
Відома у Фінляндії як авторка багатьох творів для дітей, визнана лірикиня, мода на яку не проходить ось уже 40 років. Але найбільш відома завдяки численним книжкам власних афоризмів, які ввійшли до повсякденної мови фінів.
Членкиня Фінської Афористичної Асоціації, також і перша лауреатка Премії імені Самулі Паронена — найвідомішого фінського творця афоризмів.
Одна з улюблених поетес молодої поп-зірки Паули Весала.
Твори перекладені шведською, норвезькою, естонською мовою.

## Родина
Батько Ангави — відомий поет, теолог і педагог Лаурі Погьянпяа, чоловік Туомас Ангава — поет, перекладач японської поезії. Четверо дітей, син Мартті Ангава також професійно займається літературою (переважно есеїстика).

## Твори
- Murheellisen kuullen on puhuttava hiljaa (1971)
- Vuorosanoja (1973)
- Kysy hiljaisuudelta itseäsi (1974)
- Sivusta (афоризми, 1976, Otava)
- Hidas osa (1979)
- Sanon silti (вірші та афоризми, 1982, Otava)
- Kun on nuorin (novelleja, 1985)
- Uusi vanha tuttava (книжка для дітей, 1985)
- Valoa (вірші, 1988, Otava)
- Runot 1971—1990 (Вірші, 1990)
- Eihän elämälle mitään voi (новели, 1995)
- Maininki ennen aaltoa (1997)
- Ei kenenkään maa — mietteitä, havaittua 1971—1999 (афоризми, 2000, Otava)
- Lakastumisen aika (2003)
- Toimita talosi — Muistijälkiä (muistelmateos, 2006, Otava)
- Kukaan ei tiedä (вірші та афоризми, 2008, Otava)